# Vắc-xin sống
Một vắc-xin sống hoặc vắc-xin giảm độc lực là một vắc-xin tạo ra bằng cách giảm độc lực của một tác nhân gây bệnh, nhưng vẫn giữ nó tồn tại.  Quá trình này trích ra một tác nhân lây nhiễm và làm thay đổi nó để nó trở nên vô hại hoặc ít độc tính. Các loại vắc-xin này tương phản với những loại vắc-xin sản xuất bằng cách "giết chết" các virus (vắc-xin bất hoạt).

## Ví dụ
Các vắc-xin sống bao gồm:
- Vắc xin uống trực tiếp: vắc xin sởi, vắc xin quai bị, vắc xin rubella, vaccine cúm sống (thuốc xịt mũi cúm theo mùa và xịt mũi cúm H1N1 năm 2009), vắc-xin thủy đậu, vắc xin uống bại liệt (Sabin), vaccine rotavirus, và vắc xin ngừa bệnh sốt vàng.[2] Vắc-xin bệnh dại đang có sẵn trong hai hình thức giảm độc lực khác nhau, một cho sử dụng ở người, và một sử dụng cho động vật.
- Vi khuẩn: vaccine BCG,[3] vaccine thương hàn[4] và vắc xin chống sốt rét.